# Анат-Хер
Анат-Хер (такође ’Анат-Хар) је можда био први владар Шеснаесте египатске династије, владао је неким делом Доњег Египта током Другог прелазног периода као вазал краљева Хикса из 15. династије. Међутим, ово је спорно јер египтолози Ким Рајхолт и Дарел Бејкер верују да је 'Анат-хер био ханански поглавица, савременик моћне 12. династије. Други, попут Николас Џеофри Лемприр Хамонда, тврде да је он био принц из 15. династије. Анат-Херово име значи „Анат је задовољан“ и односи се на семитску богињу Анат, што показује да је био хананског порекла.